# جورج أندرسن
جورج أندرسن (بالنرويجية البوكمول: Georg Andersen)‏ هو منافس ألعاب قوى نرويجي، ولد في 7 يناير 1963 في نوتودن في النرويج.

## وصلات خارجية
- جورج أندرسن على موقع الاتحاد الدولي لألعاب القوى (الإنجليزية)
- جورج أندرسن على موقع اللجنة الأولمبية الدولية (الإنجليزية)
- جورج أندرسن على موقع أوليمبيديا (الإنجليزية)